# Josef Molterer
Josef Molterer (* 10. März 1925 in Sierning in Oberösterreich; † 15. September 2018 in Steyr) war ein österreichischer Politiker (ÖVP).
Josef Molterer absolvierte die landwirtschaftliche Fachschule in Schlierbach und übernahm als Landwirt den elterlichen Hof. Im Jahr 1978 wurde er Ökonomierat. Da seine Ehe kinderlos blieb, adoptierte er seinen Neffen Wilhelm Kletzmayr, damit dieser die Möglichkeit hatte, den Hof zu erben.
Seine politische Karriere begann Josef Molterer als ÖVP-Gemeinderat in Sierning 1961, dessen Mitglied er bis 1985 war. Von 1967 bis 1976 war er Vizebürgermeister. Neben dieser Tätigkeit nahm er zahlreiche Funktionen in der ÖVP, im Bauernbund und in der Landwirtschaftskammer wahr. 
Von 1980 bis 1986 war er Mitglied des Bundesrates und wechselte anschließend in den Nationalrat. Dort hatte er eine Geschäftsperiode lang, bis 1990, ein Mandat inne.